# Revolta dos Cojas de Altixar
A Revolta dos Cojas de Altixar (em chinês:  大小和卓之亂) foi uma revolta contra a Dinastia Qing da China, que eclodiu em 1757 durante o reinado do Imperador Qianlong. Os rebeldes eram liderados por  Khwāja-i Jahān (também conhecido como Hojijan, Huojizhan; apelido: "Coja mais jovem", 小和卓), líder dos  Sufis da Montanha Branca. Documentos da era Qing referem-se ao evento como a "Pacificação das regiões muçulmanas" (chinês: 平定回部, pinyin: Píngdìng Huíbù). Hojijan e seu irmão,  Burhān al-Dīn (também conhecido como Buranidun, Boluonidu; apelido: "Coja Ancião", 大和卓), ambos detinham o título muçulmano Coja.
Após a conquista Qing da Zungária no final das Guerras Zungares-Qing em 1755, os Irmãos Coja foram libertados do cativeiro zungar e começaram a recrutar seguidores nas Regiões Ocidentais ao redor de Altixar. Pouco tempo depois, o príncipe Cóide-Oirate Amursana se levantou contra os Qing e os Irmãos Coja aproveitaram a oportunidade para tomar o controle da parte sudoeste de Xinjiang.
Em 1757, Hojijan matou o  Vice-General Qing Amindao (阿敏道). Qianlong retaliou no ano seguinte enviando tropas para locais como o Condado de Kuqa,  Iarcanda (hoje Condado de Iarcanda) e Hotan ( Hetian) para atacar os irmãos Coja. Em 1759, o exército rebelde fugiu para o oeste através das Montanhas Pamir até Badaquexão (hoje parte do nordeste do Afeganistão), onde foi capturado e destruído pelo sultão Xá, o que fez com que a revolta diminuísse.
Com a revolta pacificada, os Qing completaram a reintegração de seu território em uma das Dez Grandes Campanhas de Qianlong. O fim do conflito viu a restauração do território ao sul do Tian Shan ao controle Qing, o que significa que os Qing agora controlavam todo o Xinjiang.
Após a nomeação de um Grande Adido Ministerial de Altixar, a área de Xinjiang permaneceu pacífica pelos próximos 60 anos.

## Antecedentes

### O Coja da Montanha Branca e o Clã Zhuo
O ancestral dos irmãos Coja foi Ahmad Kasani (1461–1542), também conhecido como Makhdūm-i`Azam, "o Grande Mestre" da Seita Sufi Naqshbandi da Ásia Central. Kasani afirmava ser descendente de Maomé por meio de sua filha, cujos descendentes eram conhecidos como Cojas (em chinês:  和卓). A família foi então dividida em  Cojas de Qarataghlik ("Montanha Negra") e  Cojas de Aqtāghlïq ("Montanha Branca")  (anteriormente conhecidos como Ishaqiyya Cojas e Afaqiyya Cojas, respectivamente).  Juntos, eles eram conhecidos como Cojas de Altixar ("Bacia do Tarim").
Em meados da Dinastia Ming (1368-1644), o Coja da Montanha Negra recebeu aprovação do Canato de Iarcanda para a área da Bacia de Altixar ou Tarim, ao sul da cordilheira Tian Shan, nas regiões ocidentais, para conversão ao islamismo. Em meados do século XVII, o líder Coja da Montanha Branca, Muhammed Yusef Coja (falecido em 1653), veio da Ásia Central para Casgar para fazer o proselitismo, mas foi expulso pelo Canato de Iarcanda e pelos Cojas da Montanha Negra. O filho de Yusef Coja, Afaq Coja, escapou para Hezhou (河州; atual cidade de Linxia), na província de Gansu, na China. De lá, ele foi ao Tibete para obter o apoio do 5º Dalai Lama e dos mongóis zungares sob Galdã Boxutu Cã. 

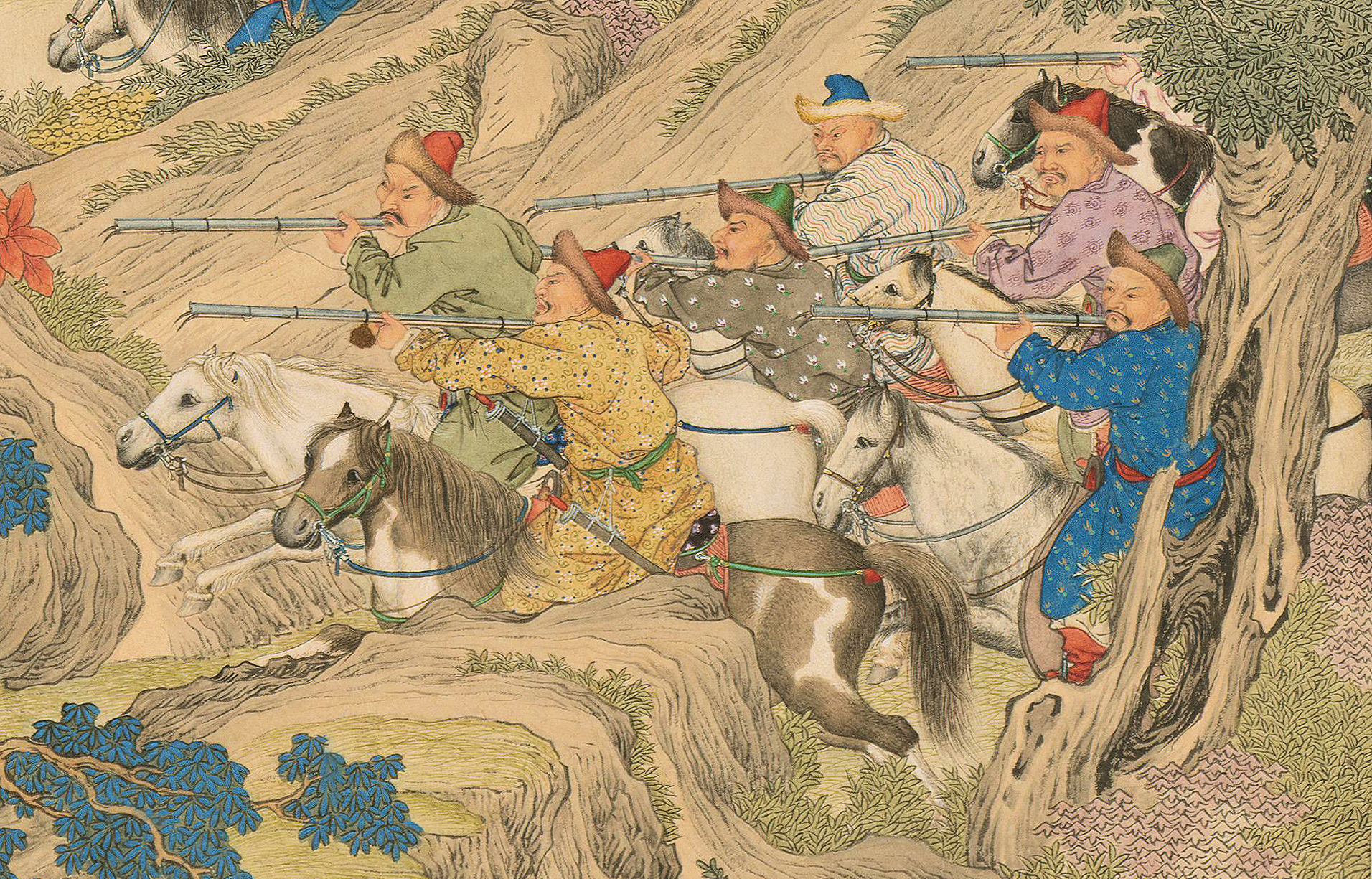
Cavalaria Coja na Batalha de Arcul (1759). Pintura de Jean Denis Attiret.

Em 1680, durante o reinado do Imperador Qing Kangxi, os zungares sob Galdã Boxutu Cã, com a ajuda de Afaq Coja, invadiram Iarcanda e depuseram o Cã governante, Ismail Cã. Galdã então instalou Abd ar-Rashid Cã II como Cã de Iarcanda. Afaq Coja fugiu de Iarcandalogo depois, após discórdia com o novo governante. Dois anos depois, em 1682, revoltas eclodiram em Iarcanda, fazendo com que Abd ar-Rashid Cã II fugisse para Ili. Seu irmão mais novo, Muhammad Amin, tornou-se então Cã. 
Os motins de cerca de 1682  levaram à derrubada de Muhammad Amin Cã pelos seguidores de Afaq Coja, cujo filho Yahya Coja se tornou o governante de Iarcanda e Casgar. 
Dois anos depois, Afaq Coja morreu e a região de Casgar mergulhou em uma guerra civil envolvendo o Canato de Iarcanda, o Coja da Montanha Branca, os quirguizes e os begs locais.

### Dawachi e Amursana se separam
Depois que Galdã Tseren morreu em 1745, o Canato da Zungária entrou em uma guerra interna. No final, Dawachi, que era neto do primo do Khong Tayiji Tsewang Rabtan, Tsering Dhondup (大策凌敦多布), tornou-se Cã . Seu companheiro de armas, taisha ou príncipe da tribo cóide-zungar, Amursana, foi ricamente recompensado por sua lealdade. 
No entanto, em 1754, Dawachi e Amursana discutiram e este último desertou para os Qing, levando consigo 5.000 soldados e 20.000 mulheres e crianças.  Ele então exigiu permissão para viajar a Pequim e buscar a ajuda do imperador para derrotar Dawachi e retomar Ili e a vizinha Casgar. A maneira persuasiva de Amursana e a ambição e o amor de Qianlong pelo renome militar fizeram com que no final ele concordasse,  acrescentando um principado de primeiro grau (雙親王;双亲王), que dava direito a Amursana a estipêndios e privilégios duplos, como bônus. 

### Rendição dos zungares

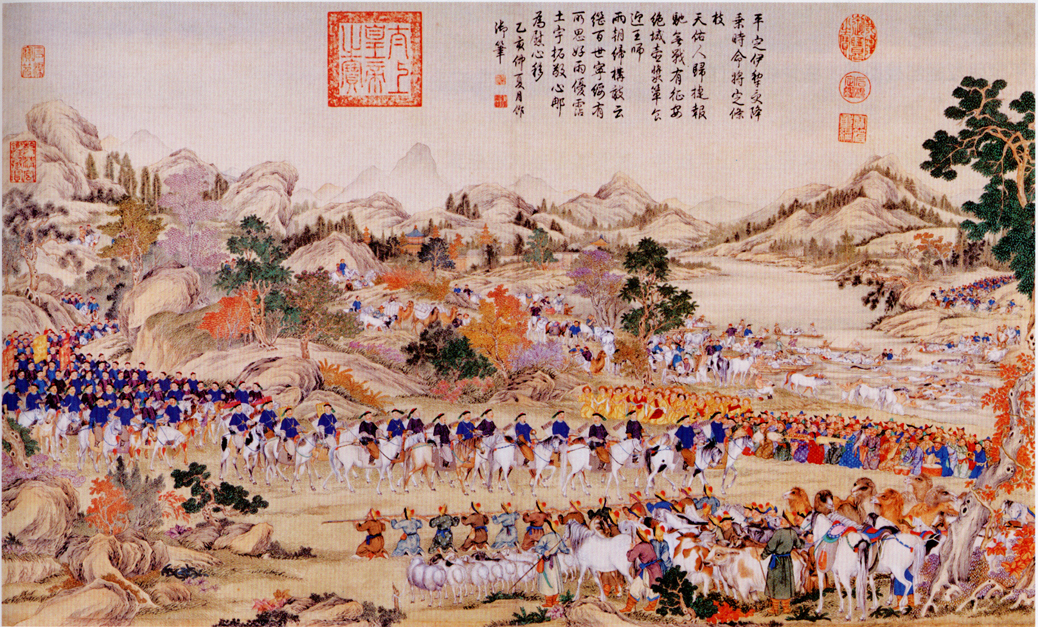
Tropas Qing entram em Ili

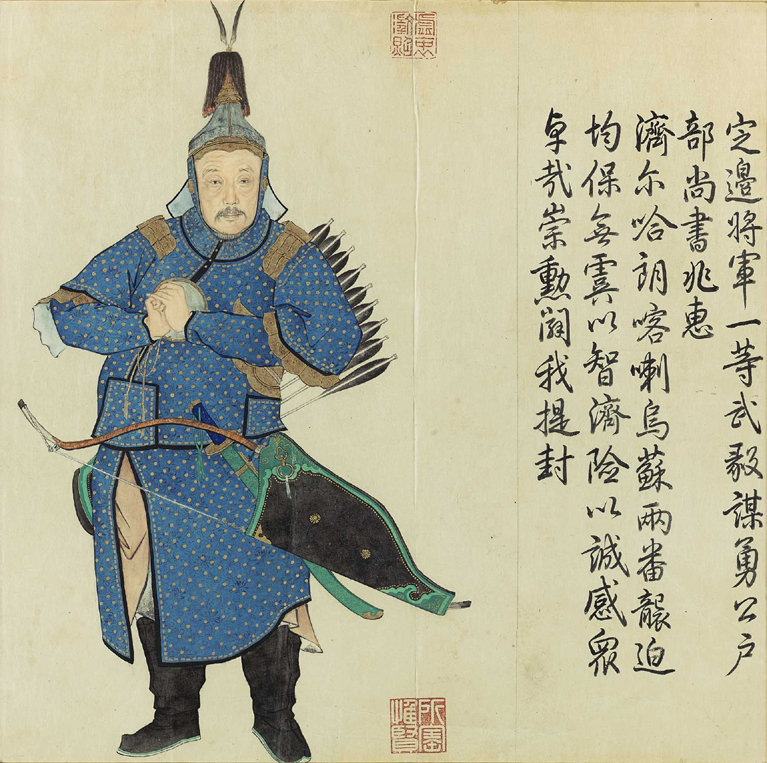
Zhao Hui, um general vassalo Qing Manchu

No primeiro mês lunar de 1755, duas unidades do exército Qing, cada uma composta por 25.000 homens carregando dois meses de rações por homem,  entraram na Zungária de duas direções diferentes para destruir o exército de Dawachi e retomar o território. O Exército da Rota do Norte sob o comandante Ban Di compreendia o Vice-General Pacificador da Fronteira da Ala Esquerda Amursana, Amban Sebutangbalezhu'er e o Comandante de Mukden Alantai, enquanto o Vice-General Pacificador da Fronteira da Ala Direita Salar (薩喇勒) e o Ministro do Interior Erong'an (鄂容安) formaram o Exército da Rota Ocidental com o General Pacificador do Oeste (定西將軍; Dìngxī jiāngjūn) Yong Chang em comando. Os dois exércitos se uniram em Boluotala (博羅塔拉; agora Prefeitura Autônoma Mongol de Bortala). Durante a marcha subsequente, Abagasi e Hadan, entre outros, renderam-se às forças Qing.
Em 8 de abril de 1755, Buranidun rendeu-se ao Exército da Rota Ocidental de Salar, dizendo: "Na época de Galdã Tseren, meu pai foi preso e até agora não fui libertado. Trarei talvez 30 de minhas famílias para se renderem ao imperador e se tornarem seus servos"  Pouco tempo depois, o jovem Coja,  Hojijan, rendeu-se a Ban Di com Hadan. 
Em maio, as forças Qing entraram no condado de Huocheng, em Ili. Ban Di planejou enviar Buranidun a Pequim para ser apresentado ao imperador, enquanto Hojijan seria mantido em Ili, aos cuidados do nômade muçulmano Taranchi.
O beg de Uqturpan Khojis (霍集斯; Huò jísī) recebeu ordens de Ban Di para estabelecer postos de sentinela nas passagens de montanha para a Bacia de Tarim. Quando uma nova ordem de preparação para a guerra chegou, as tropas de Khojis se esconderam na floresta enquanto seu irmão mais novo foi enviado para levar vinho e cavalos para Davachi — que, quando chegou, foi capturado junto com seus homens e seu filho Lobja. Os prisioneiros foram então escoltados sob guarda até o quartel Qing por Khojis e 200 de seus homens.  A captura de Dawachi efetivamente marcou o fim do Canato da Zungária.
Ao mesmo tempo, o Coja da Montanha Negra Yusuf (segundo filho de Daniyal) marchou para o norte. Abd-Qwabu (irmão mais velho de Khojis) sugeriu a Ban Di que o Exército Qing enviasse um emissário junto com eles durante o transporte dos irmãos Khoja para Kashgar. Abodouguabo anunciou ainda a sua nomeação como governante da área a mando de Qianlong.  Como resultado, Ban Di enviou a Guarda Imperial, Tuoluntai (托倫泰), e Khojis como escolta protetora na jornada para o sul, para Casgar e iarcanda. Hojijan permaneceria em Ili para supervisionar o clã de Khojis. As tropas se reuniriam no Condado de Uqturpan para derrotar o Coja do norte da Montanha Negra e então seguiriam para o sul. Uma vez em Kashgar, Hakim Beg assumiria a rendição da cidade. Embora o líder Khoja da Montanha Negra de Xinjiang, Jihan Coja (和卓加罕), também conhecido como Yaqub, e irmão mais velho de Yusuf, tenha feito uma defesa feroz de Casgar até que ele foi finalmente morto. 

### A Revolta de Amursana
Com Dawachi a caminho de Pequim como prisioneiro, Amursana viu agora uma oportunidade de se estabelecer como o novo Cã Zungar com controle das quatro tribos Oirates da Zungparia. Qianlong tinha outras ideias. O imperador sabia que Amursana há muito tinha os olhos postos em Dzungaria, mas "não ousou fazer nada precipitado".  Como resultado, antes que a expedição militar a Ili partisse e temendo a ascensão de um novo império mongol, Qialong proclamou que os quatro clãs Oirates da Zungária seriam reassentados em seu próprio território, cada um com seu próprio Khan nomeado diretamente por Pequim. Amursana rejeitou a oferta de soberania sobre os cóides e disse a Ban Di para informar ao Imperador que ele queria o controle de todos os Oirats. Amursana recebeu ordens para retornar a Pequim, mas sentindo que se deixasse Ili nunca mais poderia retornar, em 24 de setembro de 1755, ele escapou de sua escolta a caminho do resort imperial Qing em Chengde  e retornou a Tarbaghatai (hoje Tacheng em Xinjiang, China), 400km a leste de Ürümqi. O zaisang ou chefe Ili e seus lamas então tomaram a cidade. No caos, Hojijan liderou um bando de uigures e escapou da bacia de Ili. Outros Cojas da Montanha Branca presos na Zungária, incluindo Ḥusein (chinês: 額色尹, pinyin: Ésèyǐn) (tio de Hojijan) e Muḥammad (chinês: 禡木特) não estavam dispostos a seguir Hojijan e, em vez disso, fugiram para Cocande e outros lugares.  No final do ano, Amursana enviou um emissário para contar a Buranidun sobre a queda de Ili. Os soldados mongóis Tuoluntai (托伦泰) e Tegusi (特古斯; irmão mais velho de Salar) foram capturados por Buranidun. 
Em março de 1756, o General Pacificador Ocidental Celeng chegou com o Exército da Rota Ocidental para recapturar Ili. Amursana fugiu para o Canato Cazaque quando a situação se inverteu novamente. Hojijan e Buranidun uniram a população local em maio, então o Jovem Coja matou o enviado de Amursana. Tuoluntai desertou para o lado rebelde e foi enviado para verificar a força da guarnição Qing em Ili. 

## Curso dos eventos

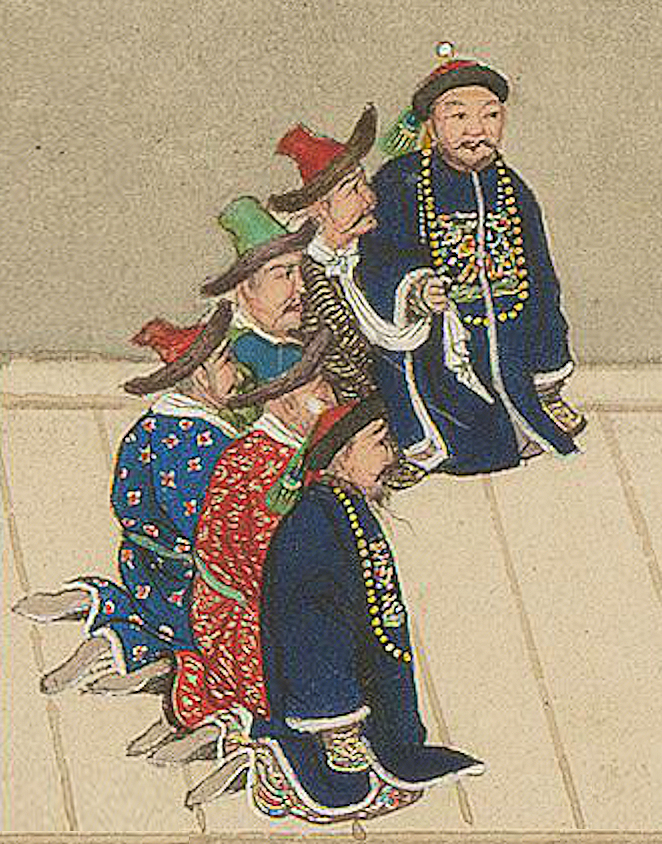
Apresentação ao Imperador de prisioneiros muçulmanos (guardados por dois assistentes Qing) tirados durante a "Subjugação das Tribos Muçulmanas" em 1759. Pintura de Jean Denis Attiret.

Hojijan buscou a independência do regime Qing e disse aos líderes do clã local: "Acabei de escapar da escravidão dos zungares; agora parece que devo me render aos Qing e pagar tributo. Embora inferior a governar a região, trabalhar a terra e defender as cidades é resistência suficiente." Buranidun não estava disposto a enfrentar o Exército Qing: "Fomos humilhados pela Zungária; sem a ajuda do exército Qing, como poderíamos ter retornado à nossa terra natal? Não devemos virar as costas à gentileza e lutar com Qing."  
Um enviado de Hoijijan então matou o descendente de Chagatai Cã e antigo chefe de Iarcanda, Yike Coja(伊克和卓) e Hojijan assumiu o título de Batur Cã (巴圖爾汗) em homenagem ao fundador do Canato da Zungária, Erdeni Batur. Buranidun desaconselhou a mudança: "Meu irmão mais novo é a terceira geração de nossa família a ser aprisionada pelos zungares. Pela gentileza do imperador Qing, ele foi libertado e recebeu uma graça ainda mais profunda para ser nomeado chefe na região muçulmana. Você terá que enfrentar os Qing sozinho e eu não vou obedecer a você."  Hojijan persistiu com sua visão e surgiram diferenças entre os dois. 

## Pinturas

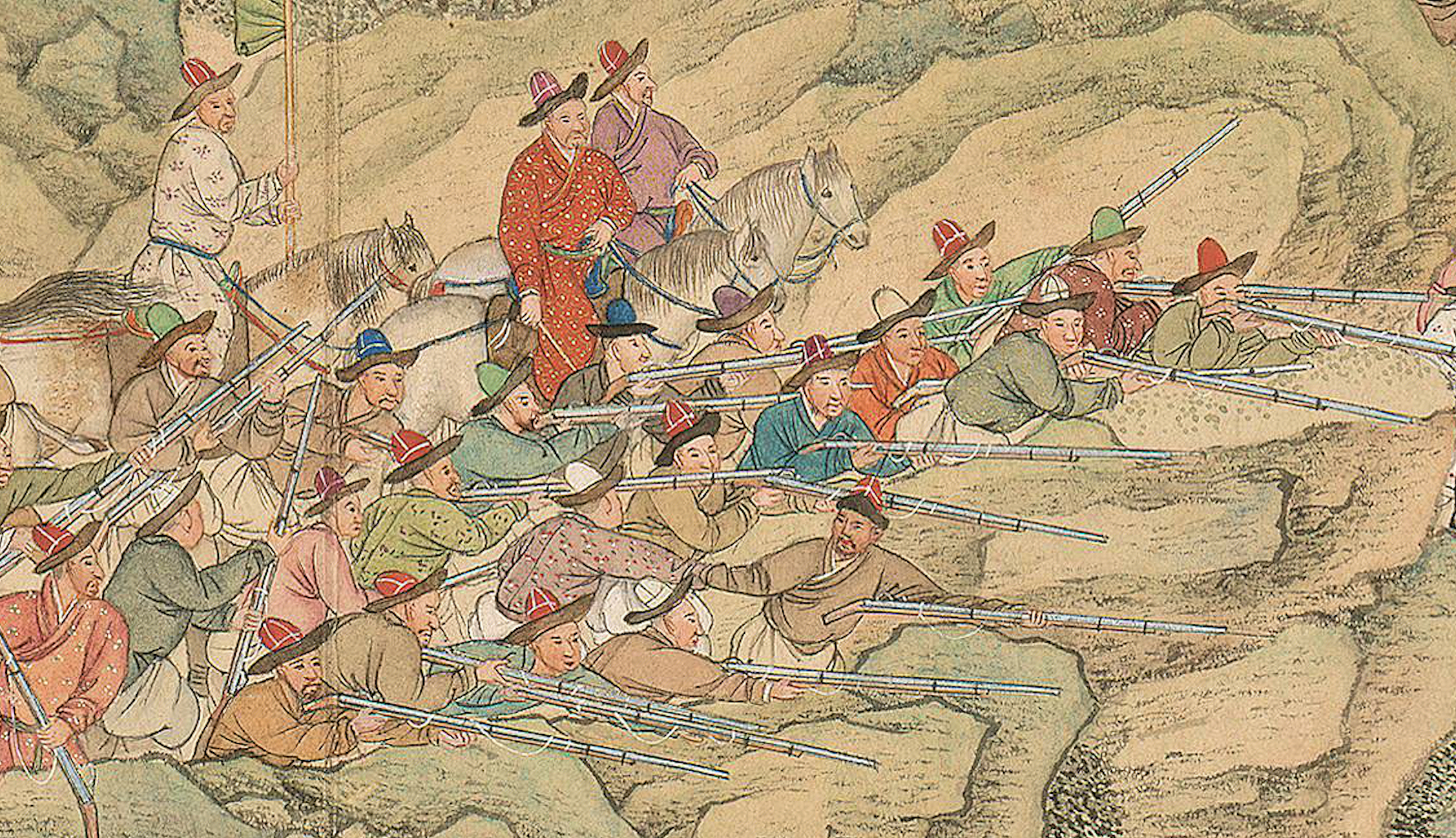
Tropas Cojas na Batalha de Yesil-kol-nor (1759). Pintura de Jean-Damascène Sallusti.
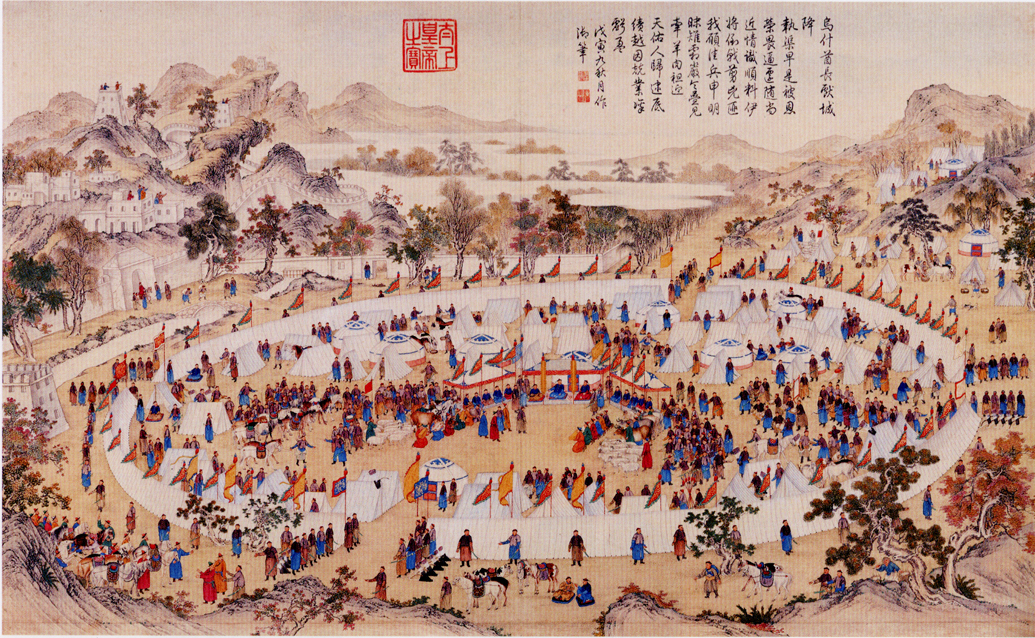
A rendição do líder Coja de Wushi(乌什, Us-Turfan em uigur) em 1758. Por Jean-Damascène Sallusti.
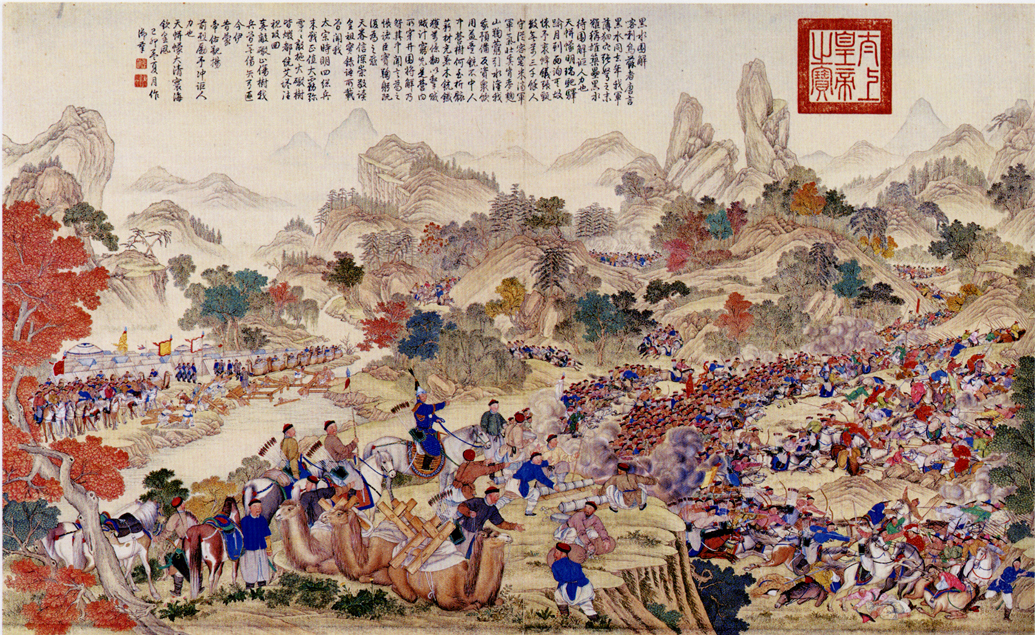
Zhao Hui não conseguiu tomar Iarcanda, mudou-se para o leste, mas foi forçado a recuar pelos rebeldes, que o sitiaram no Rio Negro. Em 1759, Zhao Hui soube da chegada iminente de tropas de socorro e, assim, invadiu a cidade rebelde e pôs fim à rebelião. Por Giuseppe Castiglione.
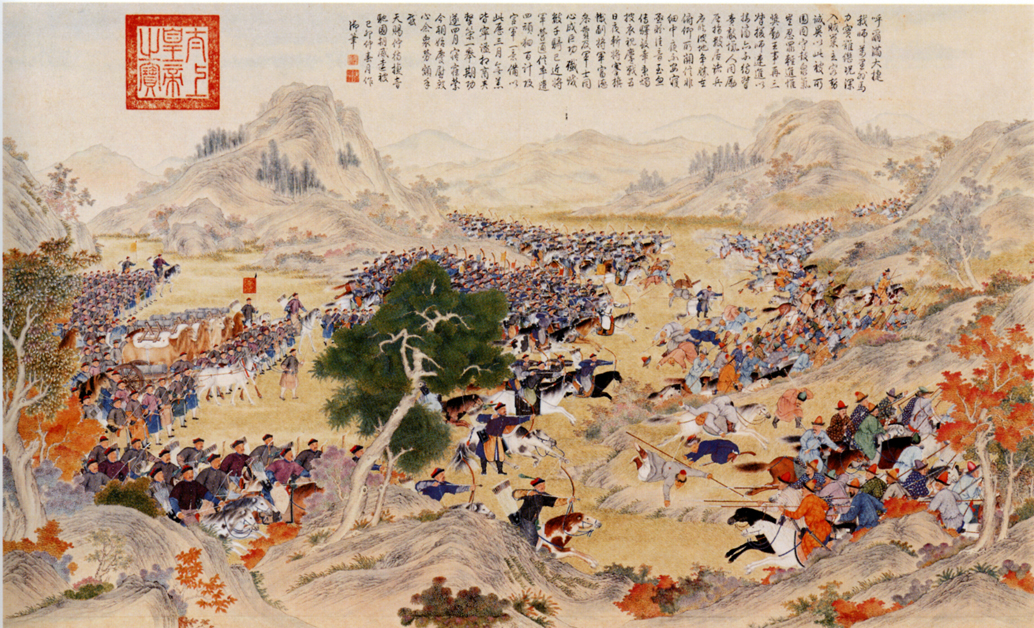
Batalha de Qurman, 1759. O General Fu De, a caminho para aliviar o cerco de Khorgos, foi subitamente atacado por uma força inimiga de 5.000 cavalaria muçulmana e com menos de 600 homens Fu De derrotou os muçulmanos. Por Jean-Damascène Sallusti.
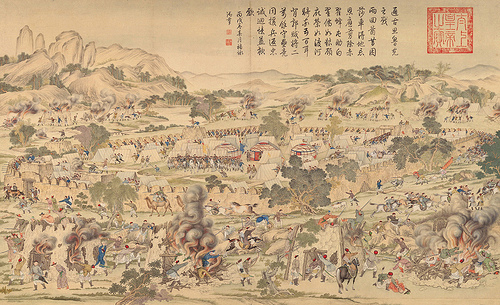
Batalha de Tonguzluq, 1758. General Zhao Hui tenta tomar Yarkand, mas é derrotado. Por Giuseppe Castiglione.
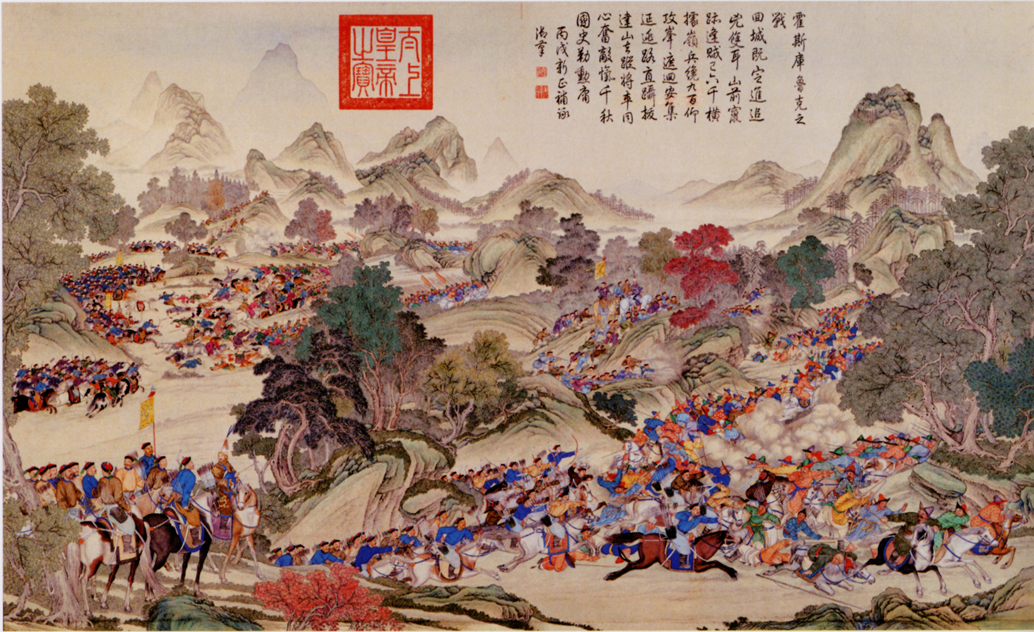
Batalha de Qos-Qulaq, 1759. O general chinês Ming Rui derrota o exército Coja em Qos-Qulaq (ao norte de Kara-Kul, Tadjiquistão). Por Giuseppe Castiglione.
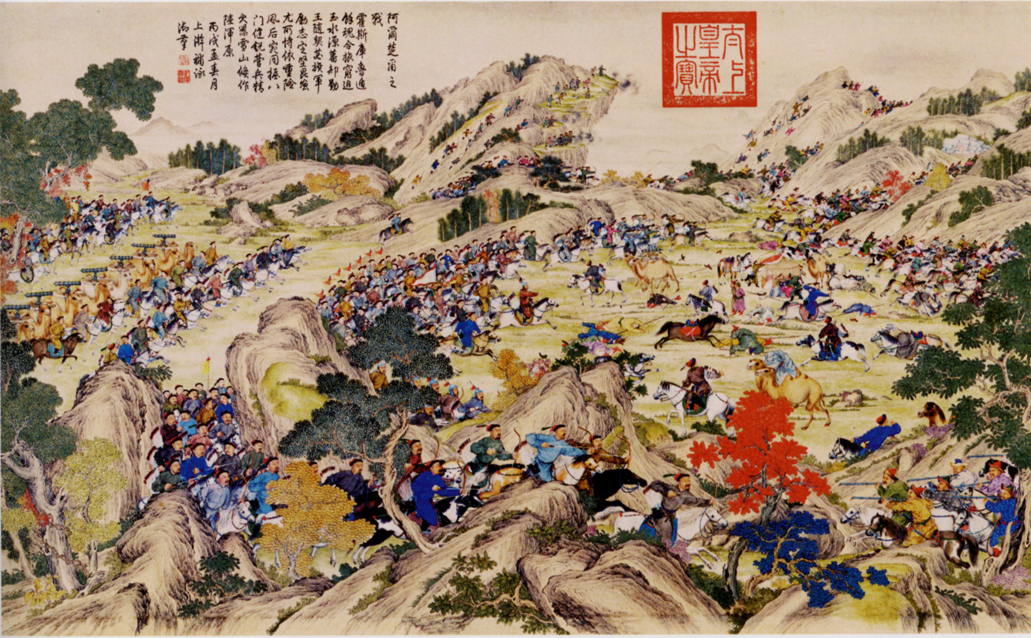
Qing derrotou os Cojas em Arcul, após eles terem recuado após a batalha de Qos-Qulaq, 1759. Por Jean Denis Attiret.
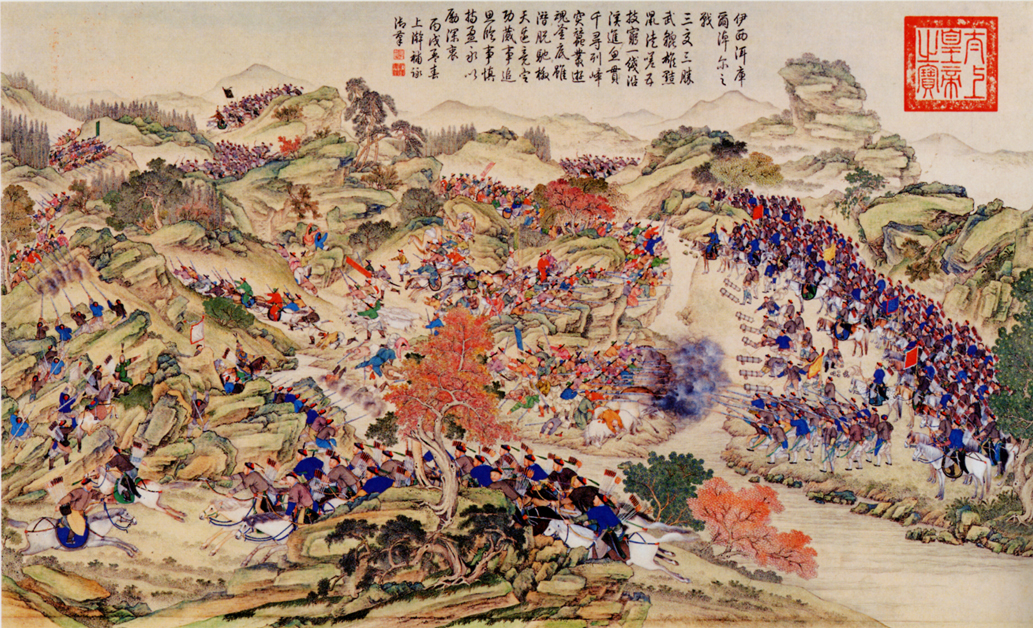
O exército chinês derrota os irmãos Khoja (Burhān al-Dīn e Khwāja-i Jahān) em Yesil-Kol-Nor (atual Yashil Kul, Tajiquistão), 1759. Por Jean-Damascène Sallusti.
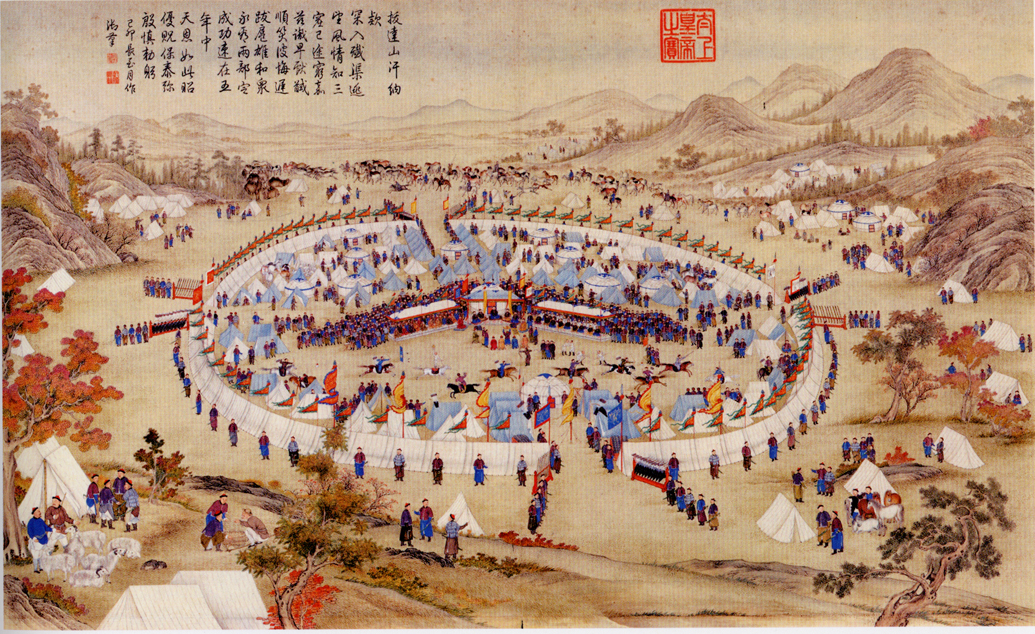
O Cã de Badaquexão pede a rendição, 1759. Por Jean-Damascène Sallusti.
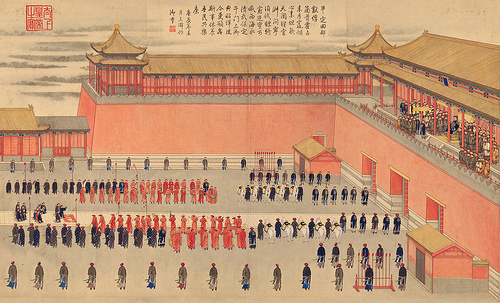
Os prisioneiros são apresentados no portão do palácio de Wumen. O imperador também recebe a cabeça do Coja Huo Jizhan. Por Jean-Denis Attiret.
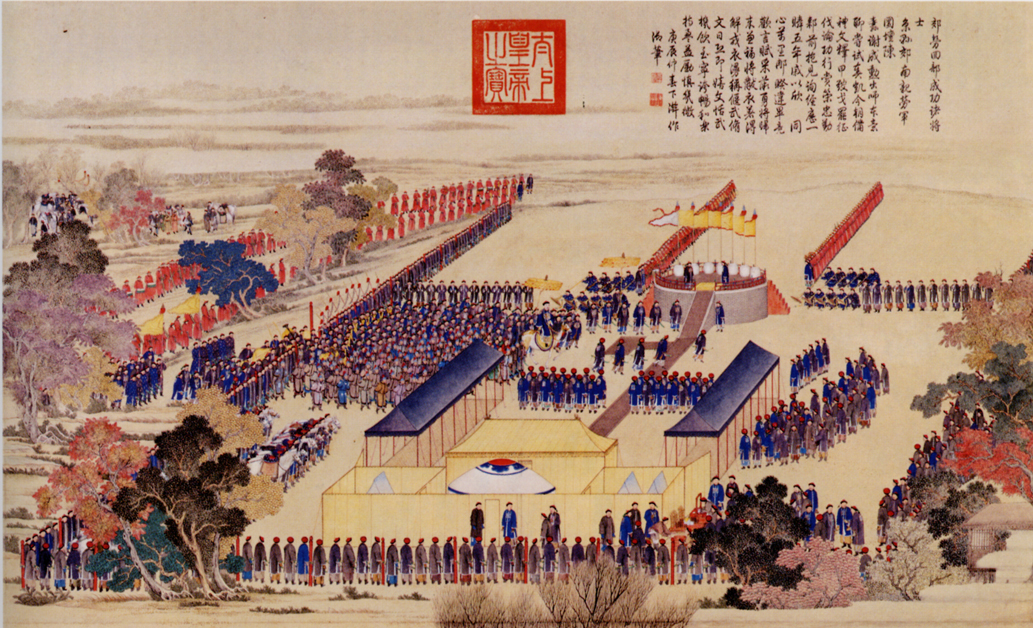
O imperador nos subúrbios recebe pessoalmente notícias dos oficiais e soldados que se destacaram na campanha contra as tribos muçulmanas. Por Jean-Damascène Sallusti.
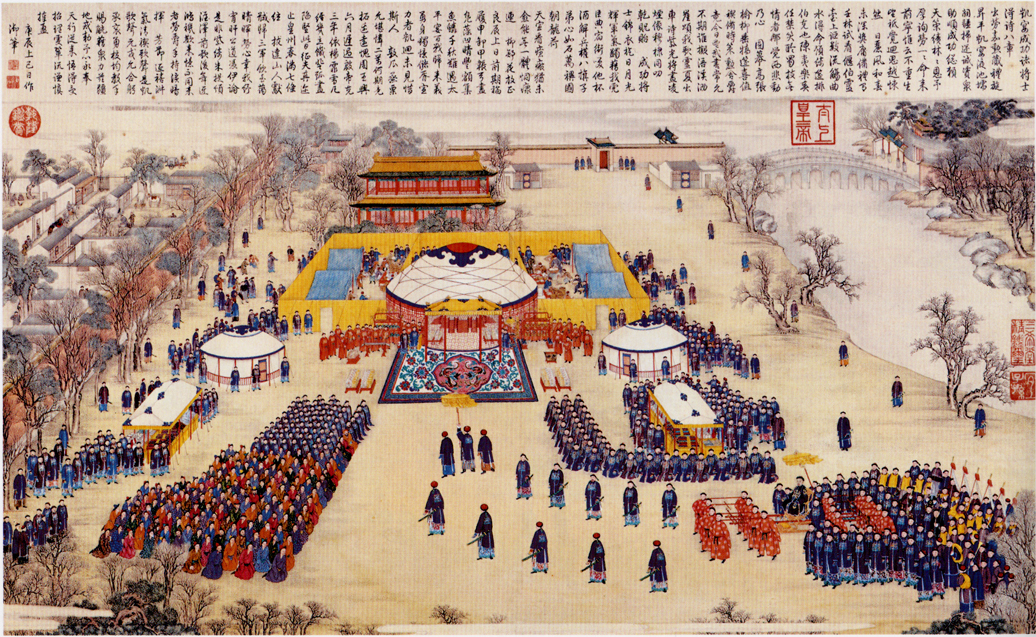
Um banquete de vitória oferecido pelo imperador aos ilustres oficiais e soldados da Rebelião de Huibu (1758-1759). Por Giuseppe Castiglione.